# Spunning

Stävspunning.

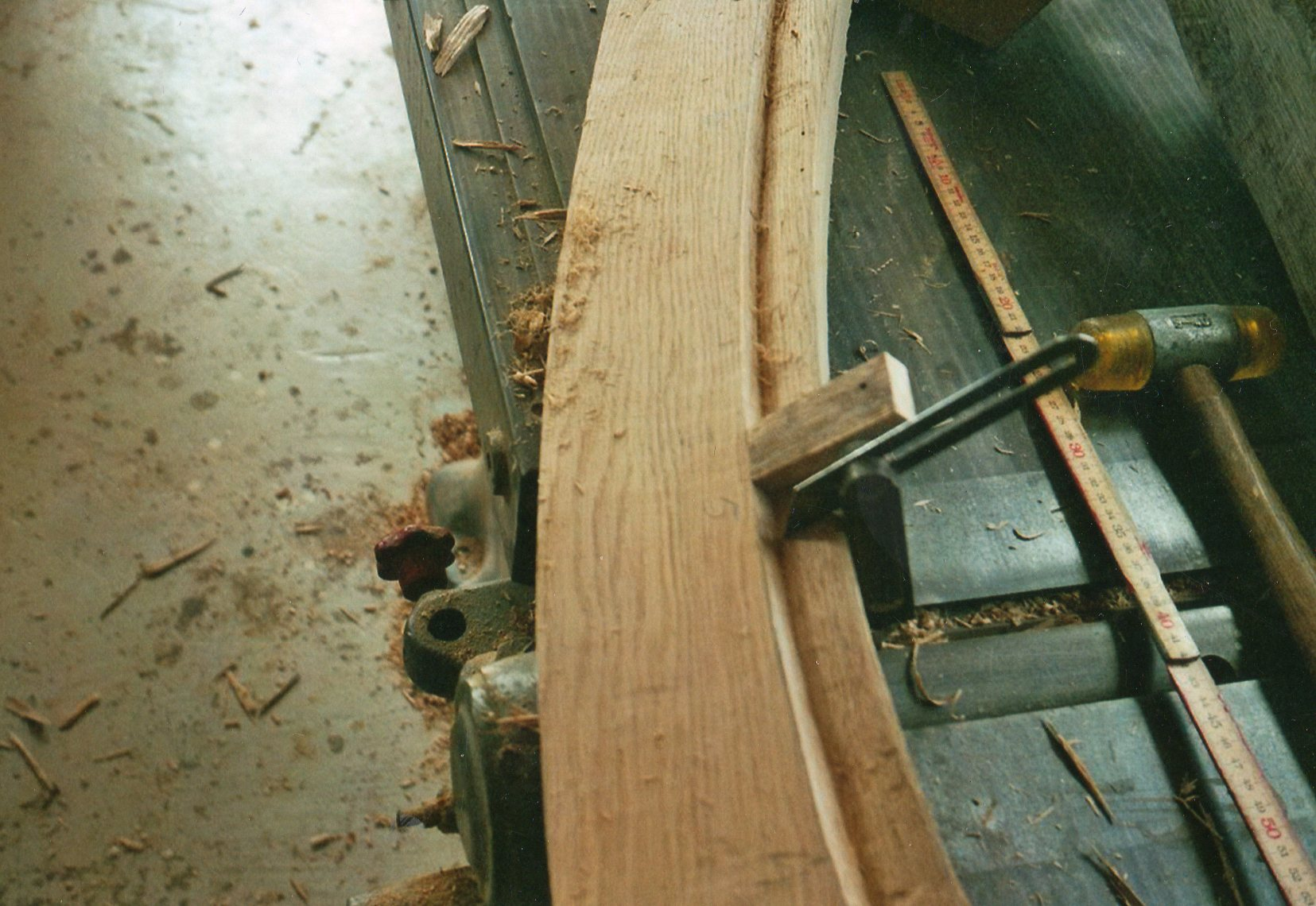
Spunning under arbete i en stäv.
Foto:Boatbuilder

Spunning benämnes den fals i stäv respektive köl som användes för infästning av bord i träfartyg samt träbåtar. Före kölresningen bearbetas spunningen med stämjärn och klubba eller yxa till ett trekantigt spår med ett djup som motsvarar bordläggningens tjocklek. Efter kölresningen hugges den mer exakta vinkeln med hjälp av ett ri (en list) som fäst mot mallarna för varje bordgång.